# Shaquile Coulthirst
Shaquile Coulthirst (Hackney, 2 november 1994) is een Engels voetballer die bij voorkeur als aanvaller speelt. Hij stroomde in 2015 door vanuit de jeugd van Tottenham Hotspur.

## Clubcarrière
Coulthirst komt uit de jeugdacademie van Tottenham Hotspur. Hij debuteerde voor Tottenham in de UEFA Europa League op 13 december 2013 tegen het Russische Anzji Machatsjkala. Hij viel na 78 minuten in voor Roberto Soldado. Op 3 januari 2014 werd hij voor één maand uitgeleend aan  Leyton Orient, dat op dat moment in de League One uitkwam. Op 11 januari 2014 scoorde hij tijdens zijn debuut voor Leyton Orient een doelpunt tegen Carlisle United.

## Interlandcarrière
Coulthirst debuteerde in 2013 voor Engeland -19, waarvoor hij één doelpunt scoorde in twee interlands. Op 29 mei 2013 scoorde hij het openingsdoelpunt in een oefeninterland tegen Schotland -19.
1 Tickle ·
2 Ramsay ·
3 Chambers ·
4 Aimson ·
5 Sessegnon ·
6 Weir ·
7 Rankine ·
8 M. Smith ·
9 Hugill ·
10 Aasgaard ·
11 Olakigbe ·
12 Watson ·
14 Sze ·
15 Kerr ·
16 Adeeko ·
17 Sibbick ·
18 J. Smith ·
19 Robinson ·
20 McManaman ·
21 S. Smith ·
22 Lonergan ·
23 Carragher ·
24 McHugh ·
25 Stones ·
27 Payne ·
28 Taylor ·
29 Thomas ·
30 Reilly ·
35 Francois ·
37 Asamoah ·
Coach: Maloney
· Assistent-coach: Rogers